# Videogamedunkey
Jason Yevgeniy Gastrow (30 januari 1991), bekend onder zijn internet pseudoniem videogamedunkey of simpelweg Dunkey, is een Amerikaanse youtuber bekend om zijn YouTube sketches en video-essays bestaand uit een mix van grove humor en computerspelkritiek. In december 2021 had het YouTube-kanaal van Gastrow meer dan 6,9 miljoen abonnees.
Gastrow behandelt voornamelijk computerspellen op zijn kanaal en plaatst recensies, playthroughs, video-essays en montages. Hij heeft ook films besproken, zoals The Shining. Tijdens de eerste jaren van zijn kanaal, werd Gastrow vooral bekend om zijn video's over het spel League of Legends, multiplayer online battle arena uit 2009. Volgens Yannick LeJacq van Kotaku had Gastrow een speciale plaats in de gemeenschap van League of Legends, vanwege het consequent produceren van het beste, en zeker het grappigste materiaal, in de enorme gemeenschap van het spel. Echter stopte hij in september 2015 met het maken van League of Legends-video's, nadat hij was verbannen wegens negatief gedrag, zoals het herhaaldelijk beledigen van andere spelers in zijn team in de in-game chat. Gastrow staat ook bekend om het populariseren van grappen over Knack en Knack II, spellen voor de PlayStation 4, tot het punt dat de spellen "de favoriete punchline van het internet werden".

## Carrière
Sinds 2003 is Gastrow bezig met het creëren van video's. Zoals vertelde hij tijdens zijn recensie van het spel Cuphead uit 2017, dat hij Flash-animaties creëerde die hij op de website Newgrounds uploadde onder de gebruikersnaam "Meatwadsprite". Voorbeelden hiervan zijn "Great Yoshi Migration", zijn eerste video, en een parodie op het nummer "YMCA". In een interview met h3h3 vertelde Gastrow dat hij animator wilde worden toen hij jong was.
In 2010 begon Gastrow zijn huidige YouTube-kanaal, videogamedunkey, met een video waarin hij een speedrun uitvoerde van het spel Battletoads uit 1991. Voorafgaand aan videogamedunkey had Gastrow een ander kanaal. Gastrow herinnerde zich dat de naam videogamedunkey ontstond toen hij Left 4 Dead speelde met een vriend. Gastrow suggereerde hem om een ezel of zoiets te aaien, en nadat hij zijn vriend in het spel had gevangen, vertelde hij hem dat hij hem zou vrijlaten als hij zei "go go magic dunk".
Aanvankelijk tekende Gastrow een contract met Machinima, Inc., welke een flink gedeelte van zijn inkomsten innam als compensatie. In 2013, nadat de inkomsten waren gedaald, raakte Gastrow steeds meer gestrest en maakte hij zoveel mogelijk video's. Hij had namelijk net een huurcontract voor een appartement getekend. Uiteindelijke besloot Gastrow om over te schakelen naar Maker Studios, die beloofde de rest van de huur te betalen, maar dat nooit deed en zelfs een nog groter deel innam dan Machinima. Microsoft bood aan om Gastrow het equivalente van twee maanden huur te betalen als hij vier video's zou maken voor Xbox Live's Summer of Arcade. Kort nadat Gastrow de eerste video had geüpload, waarin hij het spel dat hij aan het spelen was bespotte, liet Microsoft de video verwijderen en annuleerde ze de deal. Gastrow heeft sindsdien gewerkt met Curse LLC, die hij heeft geprezen. Naar verluidt verdient Gastrow tot $ 1,7 miljoen per jaar.
In september 2015 had het videogamedunkey-kanaal 1,8 miljoen abonnees, in september 2017 was dat gegroeid tot 3,5 miljoen en tot 5,2 miljoen in maart 2019. Gastrow's video's hebben samen meer dan drie miljard views gegenereerd.  Buiten YouTube is Gastrow actief op Twitter en heeft hij pagina's op Facebook en Reddit. Hij en zijn vrouw Leah runnen ook Dunkey's Castle, een online merchandise-winkel.

## Persoonlijk leven
Gastrow werd geboren op 30 januari 1991. Hij heeft in Milwaukee en Madison gewoond. Gastrow's moeder is lerares op een basisschool. In september 2019 trouwde hij met collega-youtuber Leah Bee, met wie hij een langdurige relatie had. Het is een veel voorkomende misvatting en een running gag op het kanaal dat Gastrow zwart is, wat Bee toeschrijft aan zijn stem en het feit dat hij zelden zijn gezicht laat zien in video's.